# Parti national démocratique (Suriname)
Le Parti national démocratique (en néerlandais : Nationale Democratische Partij, NDP) est un parti politique du Suriname fondé en 1987 par Desi Bouterse, président du pays de 2010 à 2020. 
À la suite des élections législatives de 2025, le parti dispose de 18 sièges sur 51 à l'Assemblée nationale.

## Résultats électoraux

### Élections législatives
| Année | Voix    | %     | Sièges  | Gouvernement | Rang |
| ----- | ------- | ----- | ------- | ------------ | ---- |
| 1987  | 16 000  |       | 3 / 51  | Opposition   |      |
| 1991  | 34 429  |       | 12 / 51 | Opposition   |      |
| 1996  | 45 466  | 26,2  | 16 / 51 | Opposition   | 2e   |
| 2000  | 27 657  | 15,0  | 10 / 51 | Opposition   | 2e   |
| 2005  | 48 879  | 23,0  | 15 / 51 | Opposition   | 2e   |
| 2010  | 95 543  | 40,22 | 23 / 51 | Gouvernement | 1er  |
| 2015  | 117 751 | 45,46 | 26 / 51 | Gouvernement | 1er  |
| 2020  | 65 862  | 23,97 | 16 / 51 | Opposition   | 2e   |
| 2025  | 93 459  | 34,18 | 18 / 51 |              | 1er  |